# Jadar Radom
Maillots
Le Jadar Radom est un club de volley-ball polonais basé à Radom en Pologne. L'équipe évolue en I liga.